# QSO B0958+290
QSO B0958+290 是一個位在 小獅座的類星體。

## 外部連結
- www.jb.man.ac.uk/atlas/（页面存档备份，存于）
- Simbad（页面存档备份，存于）